# Dlouhá Lhota (Maršovice)
Dlouhá Lhota (Duits: Langlhota of Langlhota bei Marschowitz) is een Tsjechische plaats in de gemeente Maršovice, regio Midden-Bohemen, en maakt deel uit van het district Benešov. Het dorp ligt op 4 kilometer afstand van Maršovice.
Dlouhá Lhota telt 46 inwoners (2021).

## Geschiedenis
De eerste schriftelijke vermelding van het dorp dateert van 1398.
Tijdens de Tweede Wereldoorlog was het dorp onderdeel van het militaire oefenterrein van de Waffen-SS Benešov. Op 31 december 1943 moesten de inwoners daarom noodgedwongen hun huizen verlaten. In 1949 werd Dlouhá Lhota, samen met Maršovice, ingedeeld bij het district Benešov.

## Verkeer en vervoer

### Autowegen
Er leidt een regionale weg naar het dorp.

### Spoorlijnen
Er is geen station in Dlouhá Lhota. Het dichtstbijzijnde station is in Bystřice, op zo'n zes kilometer afstand. Vanaf daar vertrekken stop- en intercitytreinen naar Benešov, Praag, Tábor en Sedlčany.

### Buslijnen
Er is één bushalte in het dorp:
| Halte                   | Lijn(en) | Traject(en)        | Vervoerder(s) |
| ----------------------- | -------- | ------------------ | ------------- |
| Maršovice, Dlouhá Lhota | 759      | Benešov - Neveklov | CŠAD Benešov  |

## Bezienswaardigheden
- Dorpskapel

## Galerij

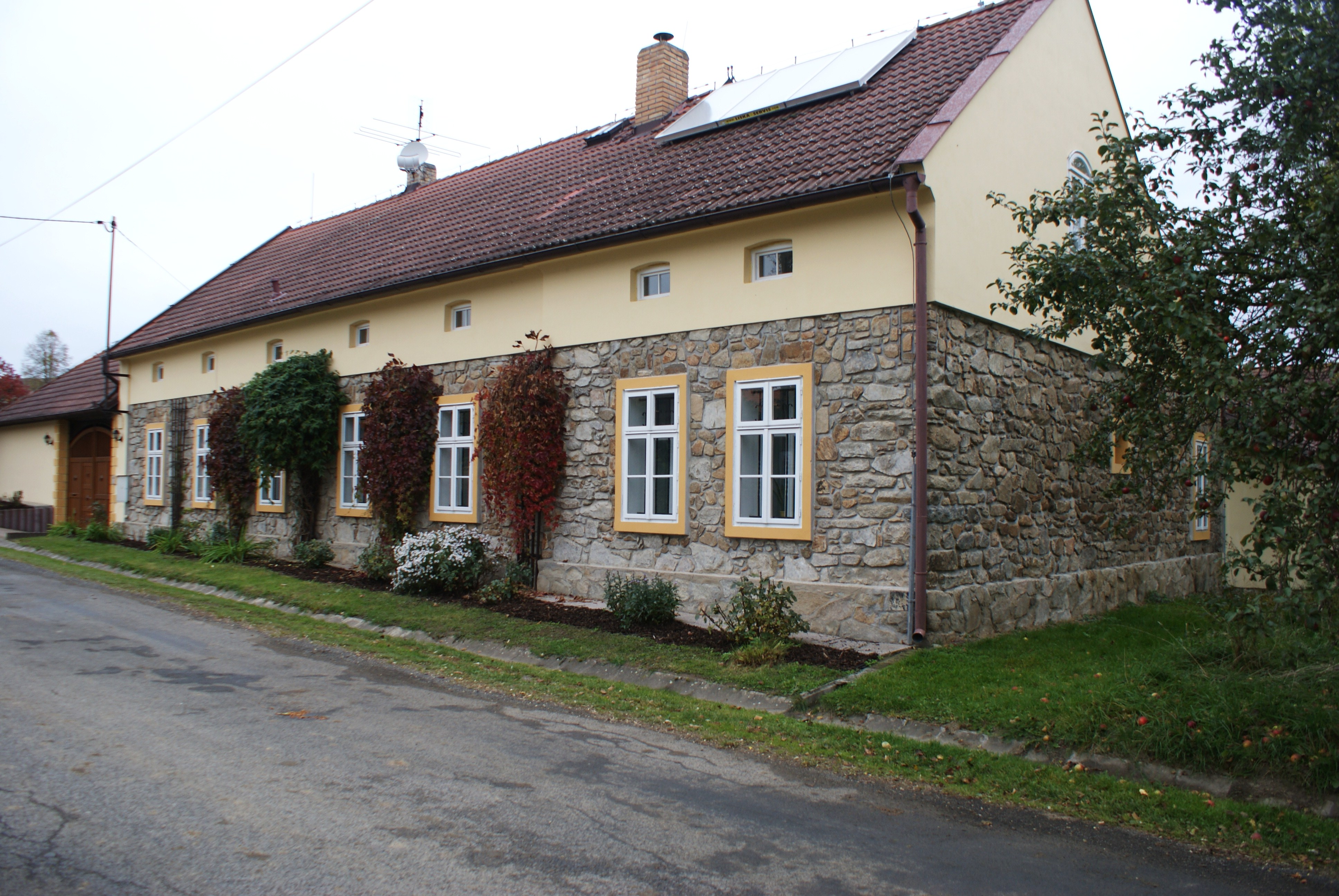
Huis in het dorp (2010)
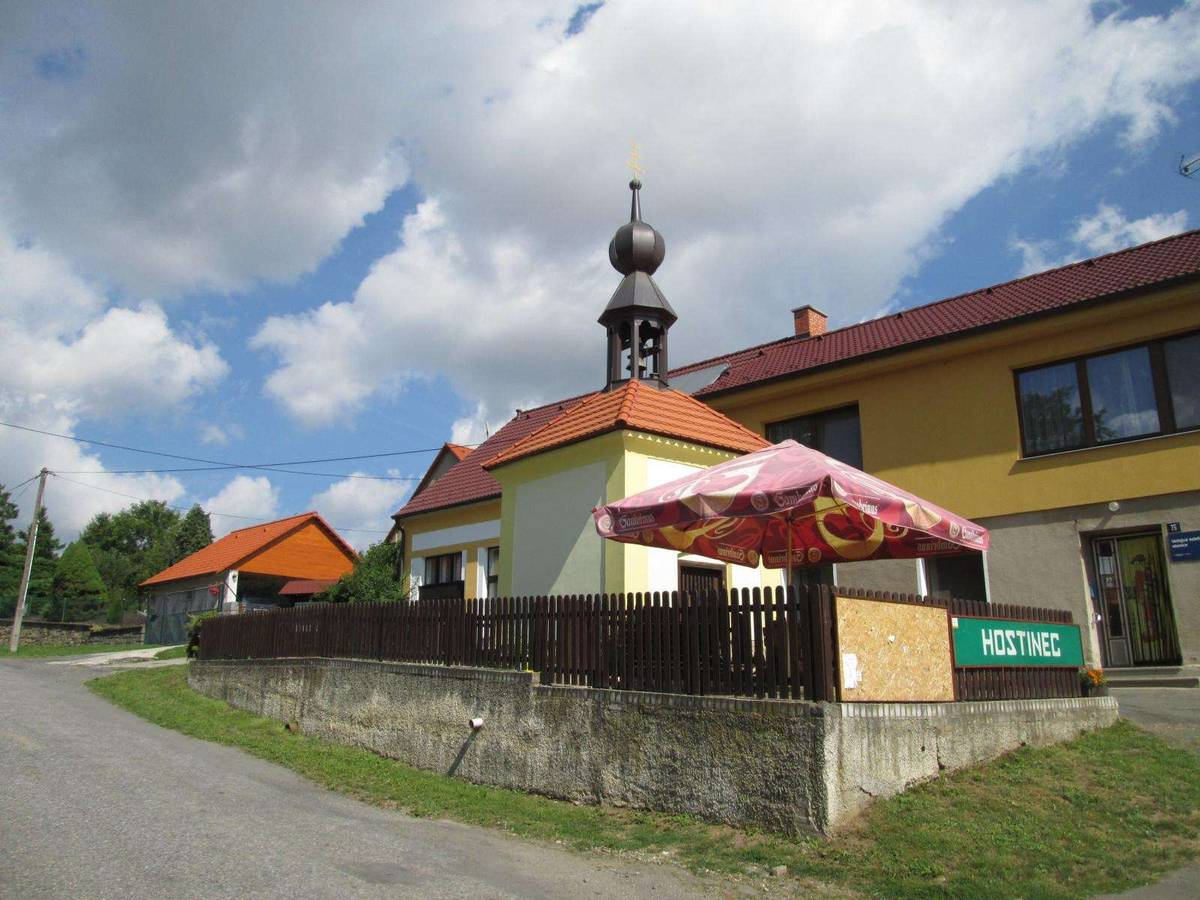
Café en dorpskapel (2021)
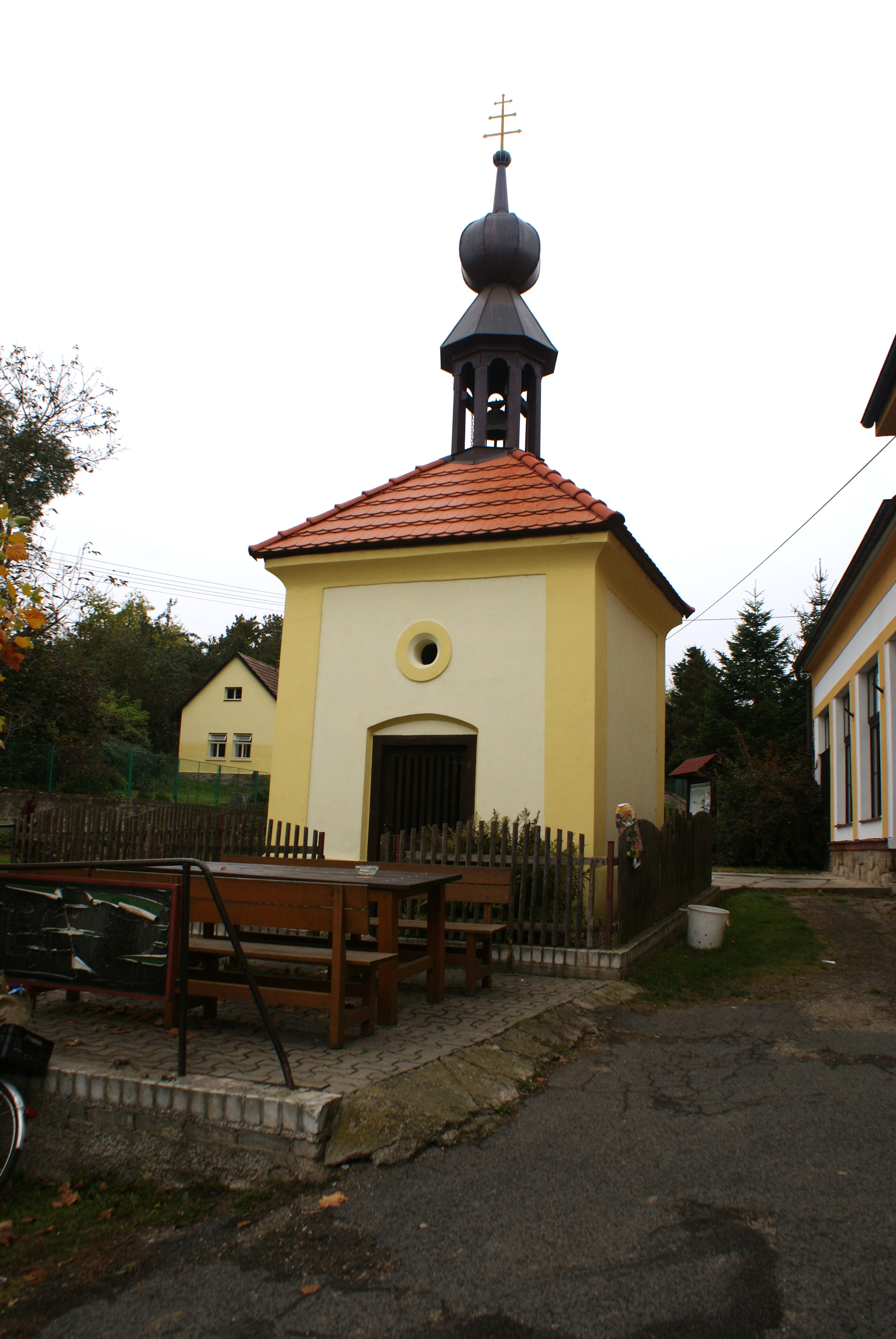
Dorpskapel (2010)